# うたゲーTOWN
『うたゲーTOWN』（うたげーたうん）は、日本テレビで2009年と2010年に放送された特別番組である。

## 内容
歌って答える様々なルールのカラオケゲームで競う。

## 司会
- 今田耕司
- ベッキー

## 放送回
- 第1回：2009年12月5日13:30 - 14:25（『サタデーバリューフィーバー』）
- 第2回：2010年4月9日19:00 - 20:54

## スタッフ
第2回時点
- 企画・演出：江成真二
- 構成：松元武司、石原健次
- TM：江村多加司
- SW：小林宏義
- カメラ：水梨潤
- 音声：白水英国
- 照明：小笠原雅登
- VE：矢田部昭
- 美術：林健一
- デザイン：本田恵子
- 大道具：小笠原憲仁
- 小道具：吉田研二
- 電飾：佐藤勉
- 特効：内山栄一
- モニター：小内一豊
- システム：コマデン
- タイトルCG：荻野健一
- ゲームCG：市川元信
- 編集：土屋初枝
- MA：赤羽充
- TK：桜井えみこ
- 音効：岡崎宏
- デスク：小原麻実
- 編成：寺内壮、瀬戸口正克
- 広報：柳沢典子
- ディレクター：久保田克重、森貴志、利根川広毅、錦織信彦、花蔭篤、星野克己、比嘉智樹
- プロデューサー：環真吾、遠藤正累、黒岩敏一、植木栄次
- チーフクリエイター：藤井淳
- 番組協力：第一興商
- 技術協力：NiTRo
- 美術協力：日テレアート
- 制作協力：エムファーム
- 製作著作：日本テレビ